# Ġgantija

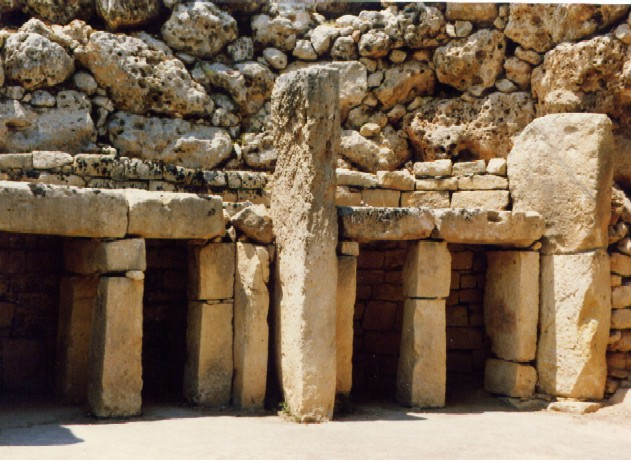
Oltáře u stěny levé (jihozápadní) větší apsidy hlavního chrámu Ġgantije (pohled z východu)

Ġgantija [džgantyja], psáno také Ggantija („Věž obrů“), je prehistorický chrám na maltském ostrově Gozo, nejstarší z chrámů megalitické kultury Malty a jeden z nejstarších na světě vůbec. Stavba chrámu se datuje do období 3600–3400 př. n. l. Svatyně je tvořena 2 chrámy: větším jižním (přesněji jihozápadním) a menším severním (přesněji severovýchodním), které jsou mohutnou zdí, jež je obklopuje, spojeny v jeden.

## Popis

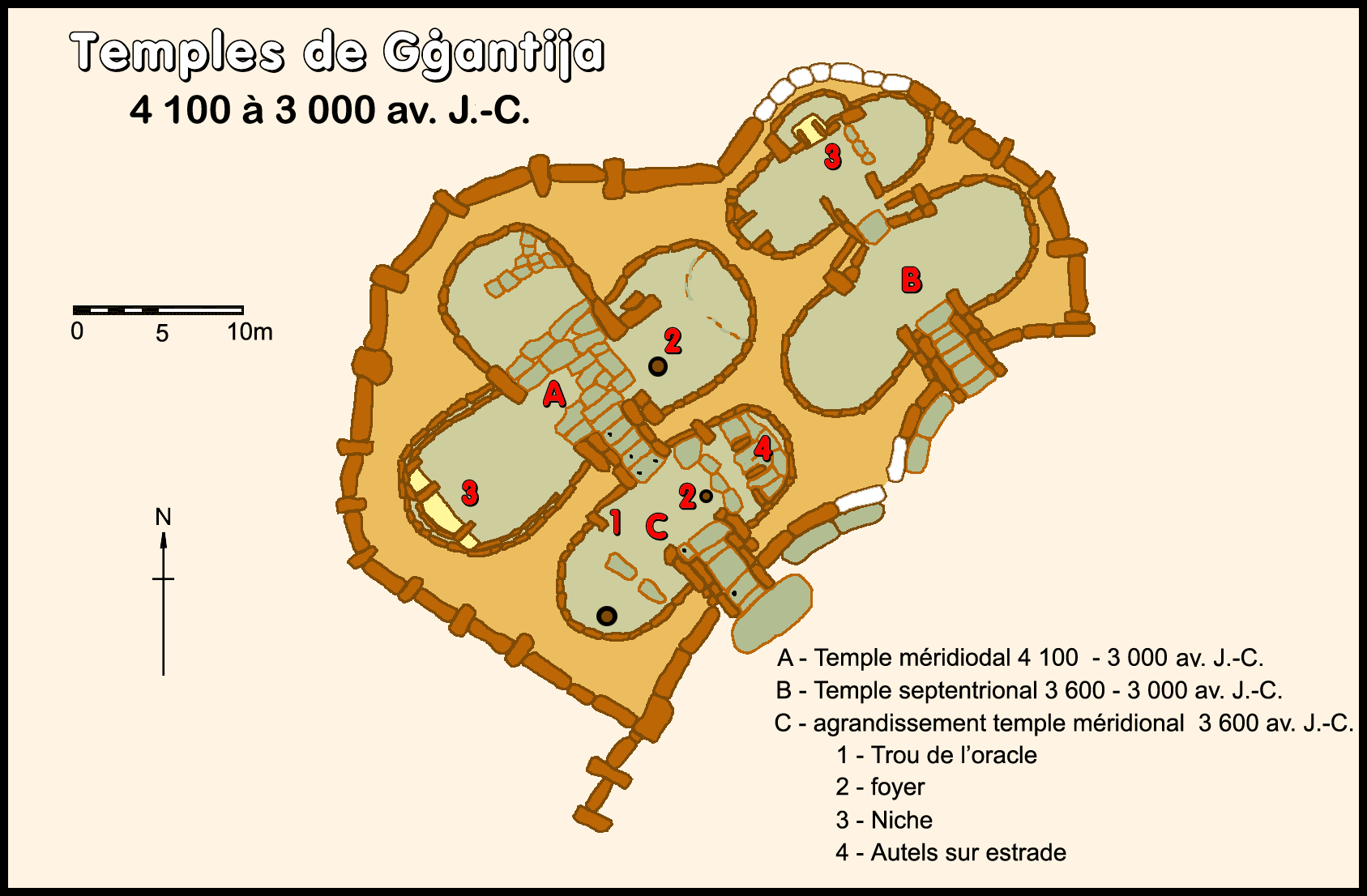
Plánek komplexu

Mohutnost chrámu, jeho „nadlidské“ proporce, se odráží i v jeho jméně (prvně je zmiňováno roku 1647), které mu kdysi dal pověrčivý lid.